# Techniques de pilotage d'aéronefs
Techniques de pilotage d'aéronefs est un programme d'enseignement collégial au Québec d'une durée de trois ans. Rattaché à l'enseignement technique, le programme a pour particularité de permettre à l'étudiant à la fois d'obtenir un diplôme d'études collégiales et d'être un pilote professionnel homologué par le ministère des Transports du Canada.

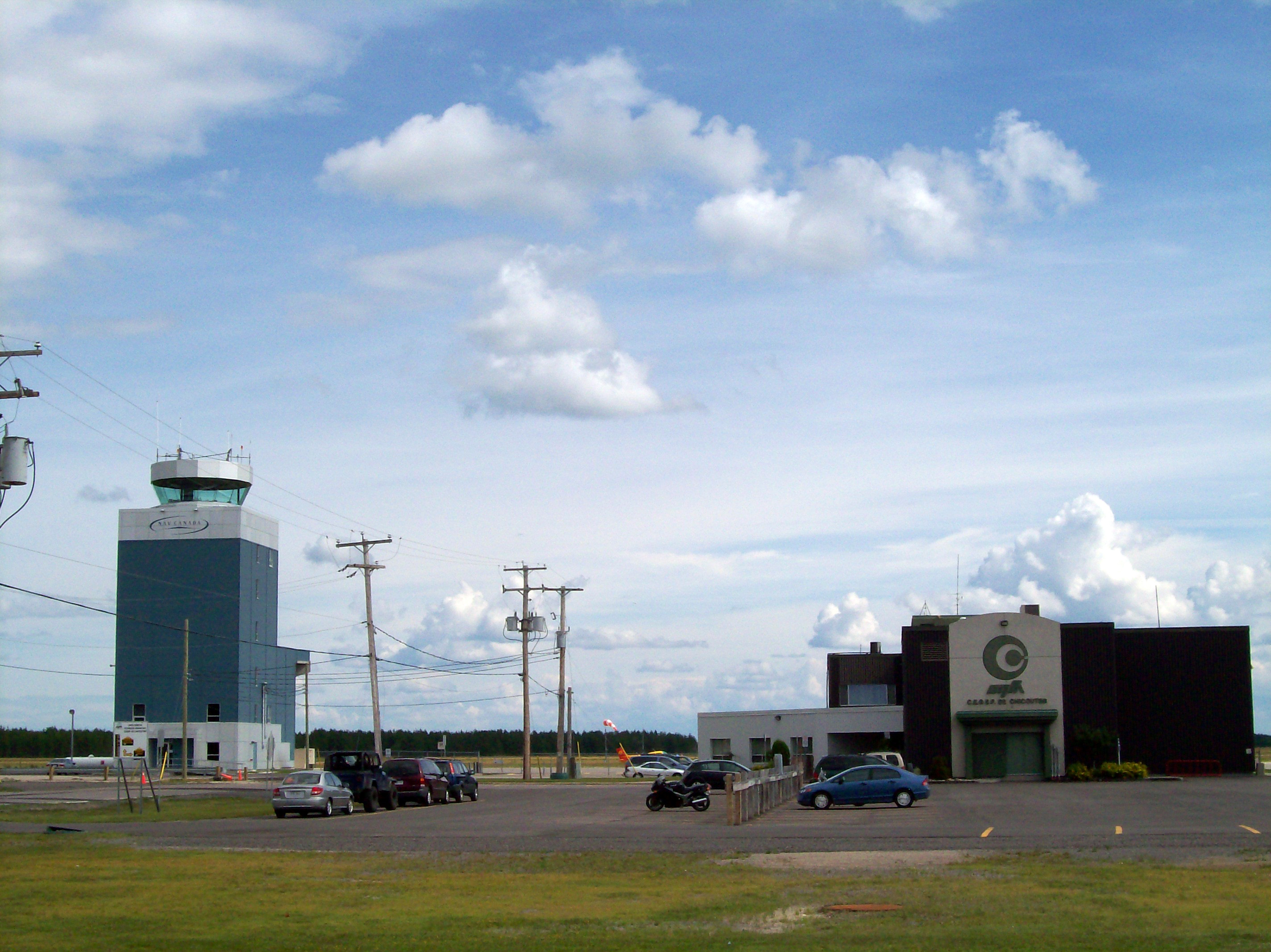
Centre québécois de formation aéronautique où la Technique de pilotage d'aéronefs est dispensée.

Le programme permet trois voies de sortie, soit le pilotage d'avions multimoteurs, le pilotage d'hélicoptère et le pilotage d'hydravions et d’avions monomoteurs sur roues et sur skis.
Le programme est donné par les établissements suivants :  
- Le Centre québécois de formation aéronautique, rattaché au Cégep de Chicoutimi et basé à l'aéroport de Saint-Honoré;
- Le Collège Air Richelieu, basé à l'aéroport de Saint-Hubert[3];
- Le Collège Mérici[4].

Pour pouvoir être admis dans le programme, les aspirants pilotes doivent passer à travers un processus de sélection s'étendant sur plusieurs mois[réf. nécessaire].